# Parc de Bercy
Pour les articles homonymes, voir Bercy.

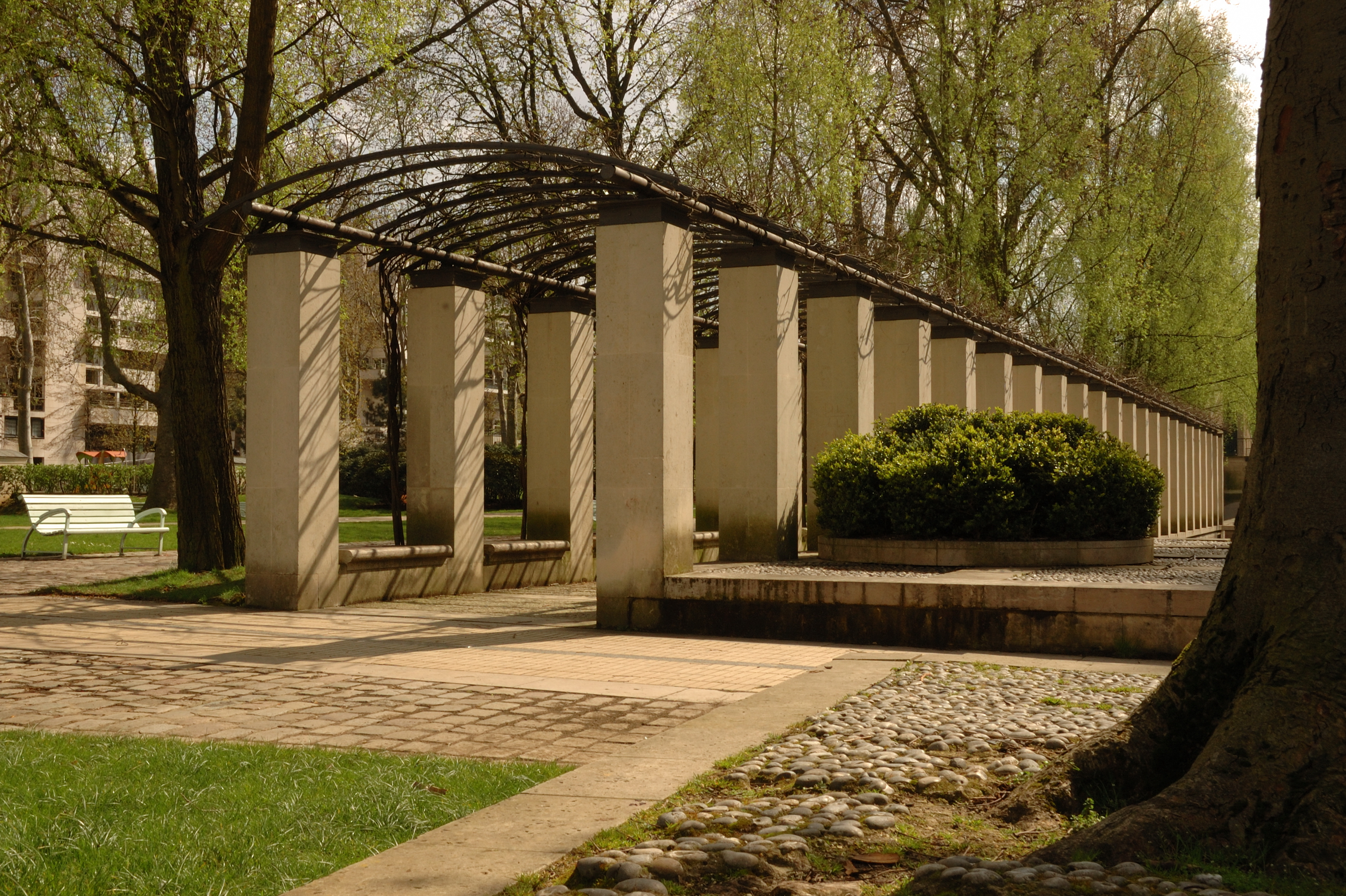
Le parc au printemps 2008.

Le parc de Bercy  est un ensemble de trois jardins situés dans le quartier de Bercy du 12e arrondissement de Paris, entre le Palais omnisports de Paris-Bercy et le centre commercial et de restauration Bercy Village, à l'emplacement des anciens entrepôts de Bercy.

## Situation et accès
Le parc est desservi par les lignes de métro 6 et 14 à la station Bercy et par la ligne 14 à la station Cour Saint-Émilion.
Le parc est également situé non loin de la gare routière de Paris-Bercy, qui avec 2 millions de voyageurs reste la gare routière en France la plus fréquentée.

## Les trois jardins
Le parc est composé de trois jardins conçus par les architectes Bernard Huet, Marylène Ferrand, Jean-Pierre Feugas, Bernard Leroy, et les paysagistes Ian Le Caisne, Philippe Raguin entre 1993 et 1997 :
- le jardin le plus proche de Bercy-Village, qui occupe les anciens chais viticoles subsistants du XIXe siècle, a été nommé le « Jardin romantique » et comprend des bassins à roselière où vivent des poissons et une faune sauvage, dont des oiseaux de passage (hérons, etc.), des reconstitutions de dunes, une prairie et un belvédère accessible par une rampe hélicoïdale sur le modèle de celui du Jardin des plantes. En entrant par Bercy-Village, sur la gauche se trouve une sculpture de Etienne-Martin nommée « Demeure X », entourée de nénuphars. Juste en face se trouve la « maison du lac », située au milieu d'un bassin. L'amphithéâtre du parc accueille la Grand-Place, vestige de l'ancien village de Bercy, près de laquelle furent trouvées les pirogues néolithiques de Bercy. La place est entourée d'endroits insolites, comme le petit Sous-Bois, la Voûte, avec un escalier conduisant au quai du bassin de la « maison du lac » ;

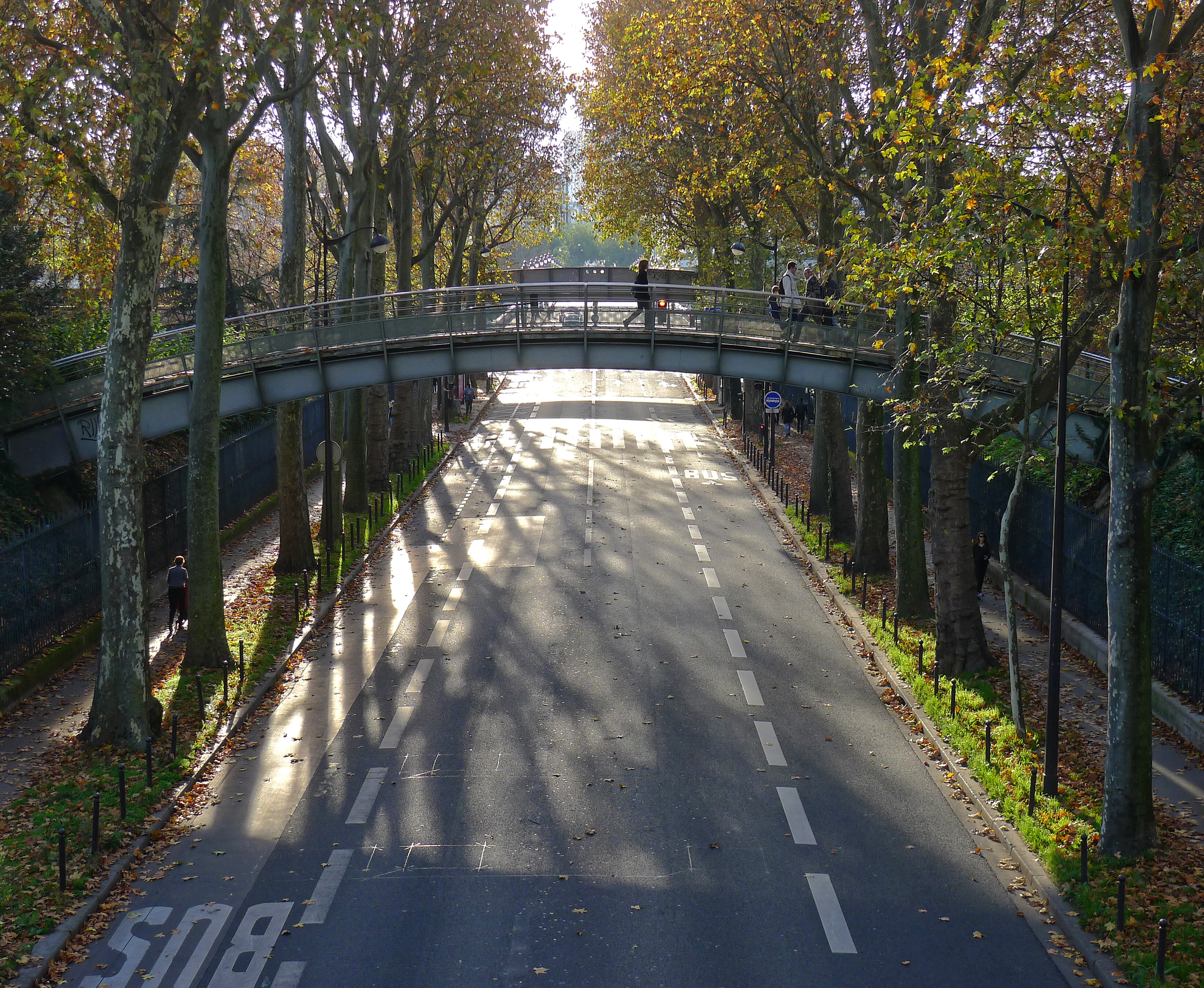
Les passerelles du parc de Bercy franchissant la rue Joseph-Kessel.

- deux passerelles par-dessus la rue Joseph-Kessel permettent de rejoindre les Parterres, comprenant la « maison du jardinage », une salle d'exposition et un jardin consacré aux activités du travail des plantes : potagers pédagogiques ouverts aux élèves des écoles, vigne, roseraie, buissons taillés, fleurs, etc. ;

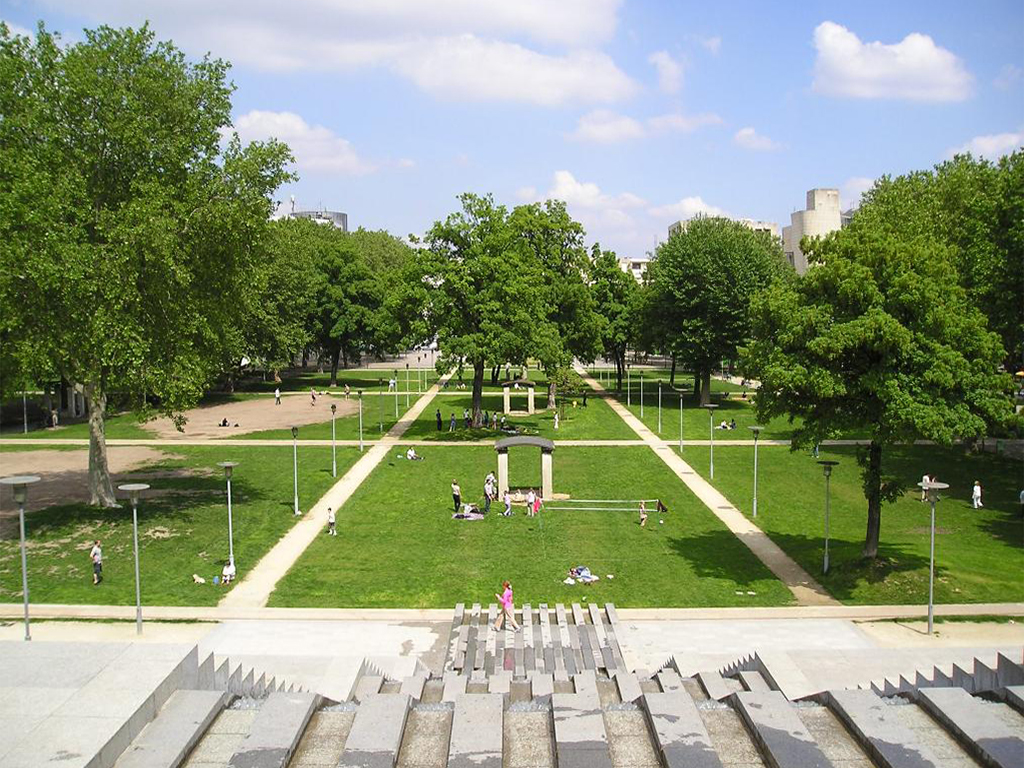
Les Prairies depuis la cascade de la terrasse.

- la partie la plus proche du POPB est appelée « les Prairies » et est formée de grands espaces de pelouses ombragées par de grands arbres. C'est dans cette partie que s'organisent des matches de football improvisés. Ce jardin s'achève sur une esplanade de terre battue creusée en son centre par le Canyoneaustrate du plasticien Gérard Singer et située au pied du POPB, dont les marches servent de point de rassemblement aux adeptes de skateboard et de patins à roulettes pratiqués dans le skatepark couvert contigu. De gros travaux au POPB (devenu Bercy Arena, AccorHotels Arena puis Accor Arena) sont l'occasion de relier le parc de Bercy aux portes piétonnes du Palais omnisports. Depuis début octobre 2014, une passerelle ouverte à tous relie à mi-hauteur l'arène et le parc au niveau du chemin de ronde bordant la Seine.

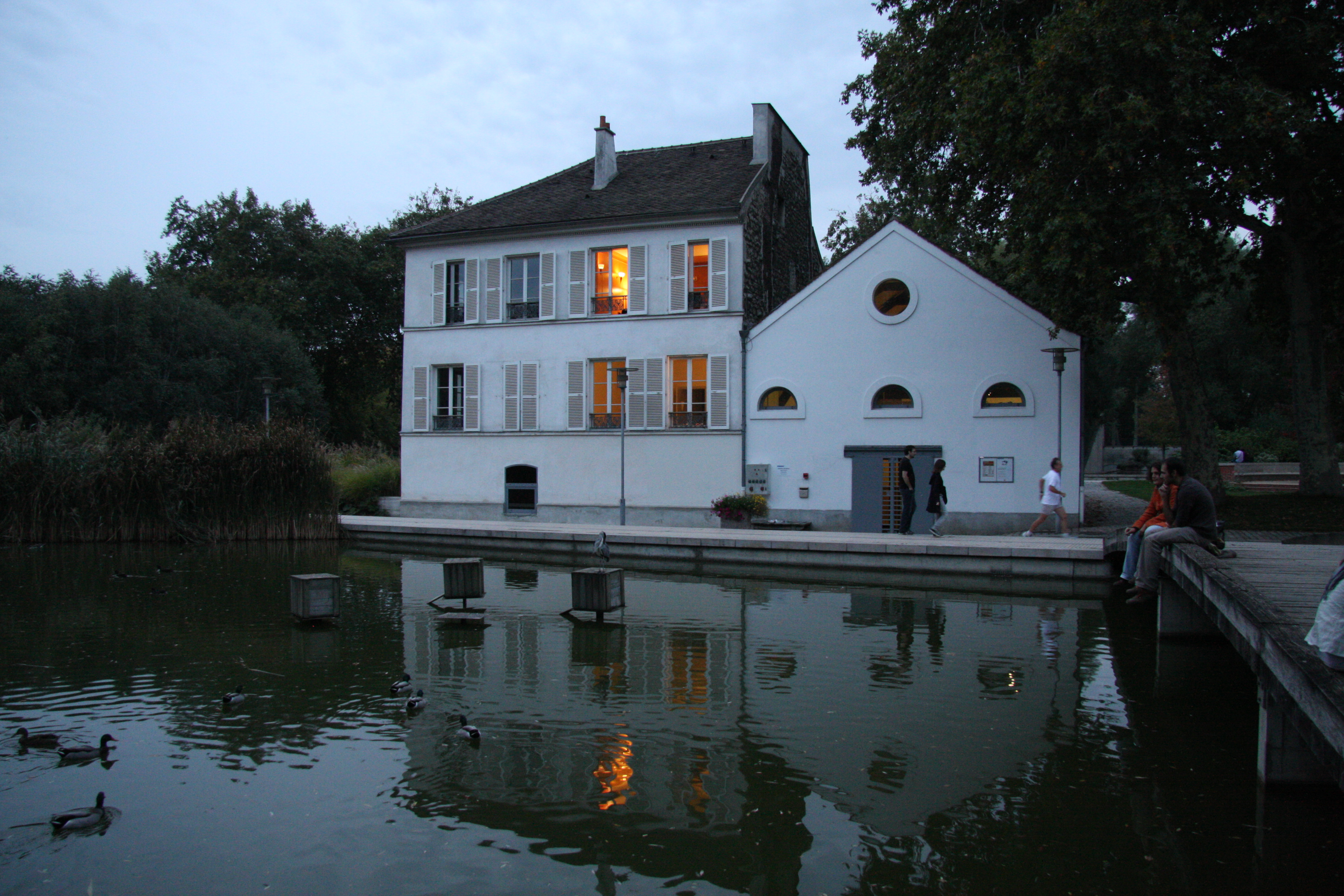
Le centre d'exposition du de la « maison du lac » développe les projets urbains en cours dans le quartier et propose également des exposés sur le thème du développement durable, dans une bâtisse historique de la gare.

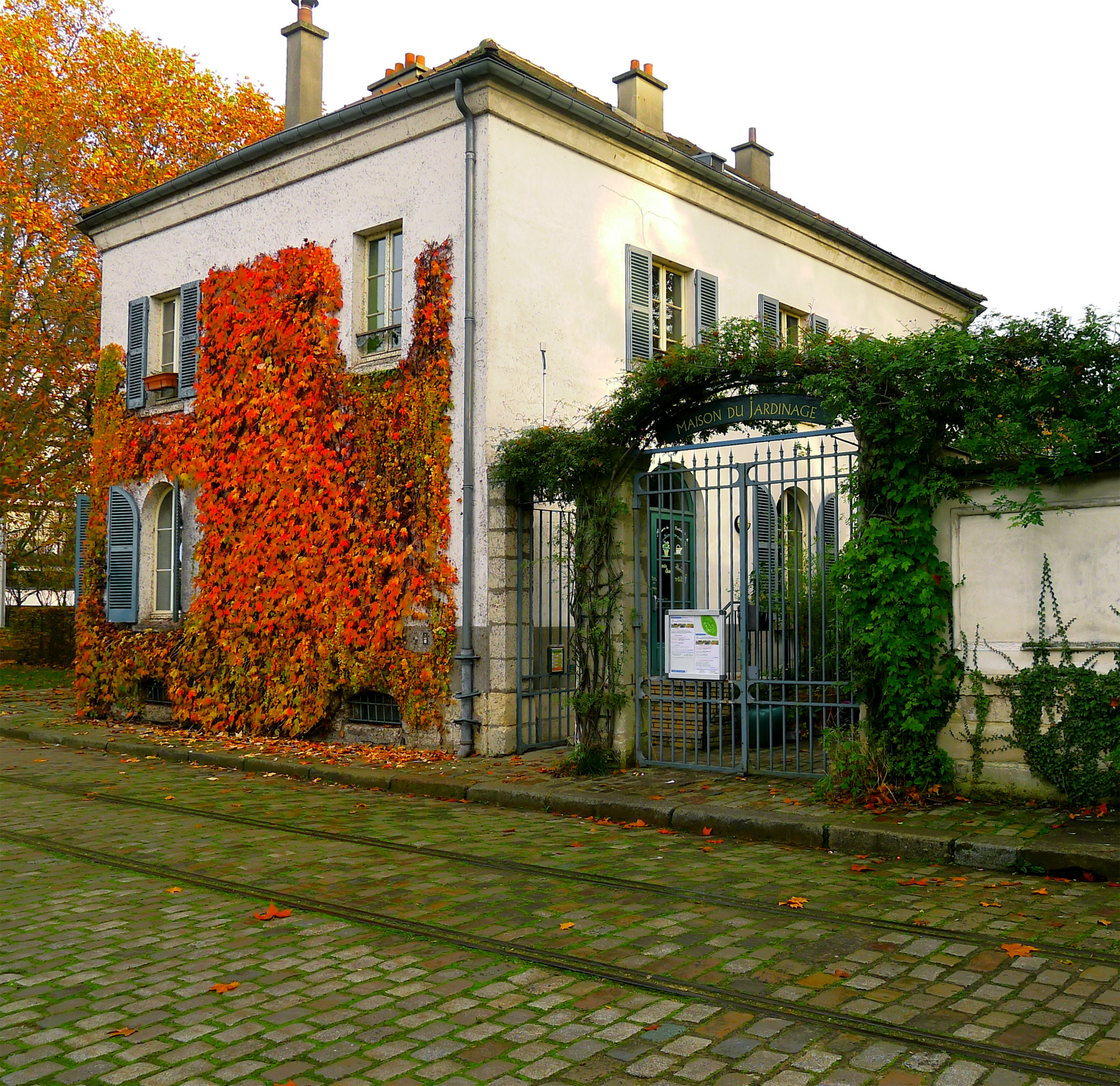
La « maison du jardinage ».

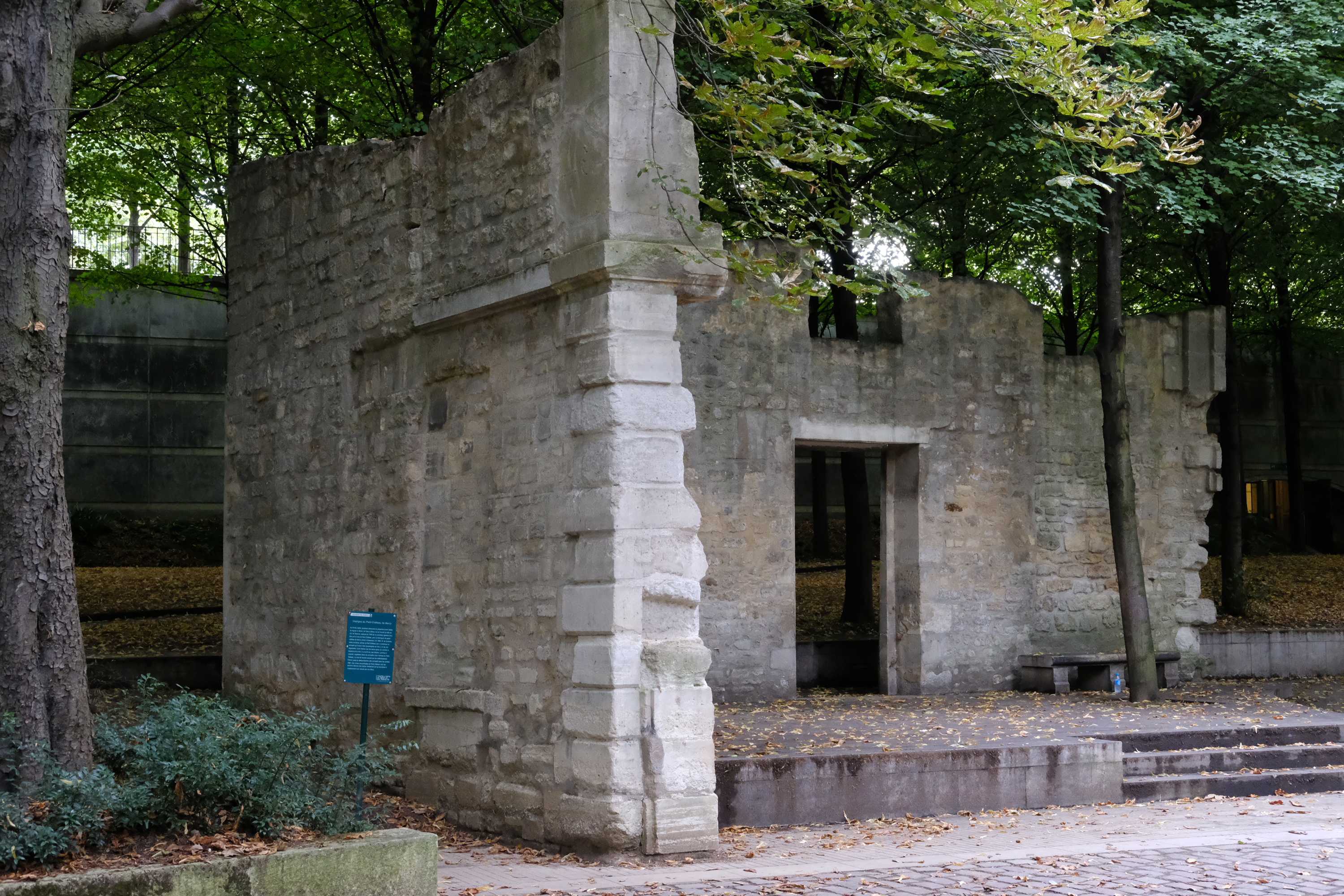
Vestiges du Petit château de Bercy dans le parc de Bercy.

Tout le long de ces trois jardins du côté de la Seine, une terrasse surélevée, faisant office de mur anti-bruit contre la circulation du quai de Bercy, accueille des salles de sport municipales. Un parking pour autocars de tourisme est établi sous cette terrasse à l'emplacement d'anciennes caves. Au sommet, le chemin de ronde accessible par un escalier à cascade offre un panorama, à la fois sur les cimes des arbres du parc et sur la rive gauche, et permet de rejoindre la Bibliothèque nationale de France (site François Mitterrand) par la passerelle Simone-de-Beauvoir réalisée par Dietmar Feichtinger et ouverte au public en juillet 2006. Sur cette terrasse se trouvent les vingt et une sculptures Les Enfants du Monde, réalisées en 2001 par Rachid Khimoune, qui représentent 21 enfants de 21 pays différents et symbolisent, à l'entrée dans le XXIe siècle, le respect des droits de l'enfant.
Côté nord-est, le parc est bordé d'immeubles à l'architecture originale de l'ancienne ZAC de Bercy. Près du jardin Yitzhak-Rabin, qui fait partie des « Parterres » du parc de Bercy, se trouve le 51, rue de Bercy, construit en 1994 par l'architecte Frank Gehry pour l'American Center, et qui abrite la Cinémathèque française depuis le 28 septembre 2005.
Par un arrêté municipal des 11, 12, 13 et 14 juin 2019 l’allée du parc de Bercy située entre la rue Joseph-Kessel et la rue François-Truffaut, côté quai de Bercy est dénommée « allée des 116-victimes-du-vol-AH-5017-du-24-juillet-2014 »

Parc de Bercy, Paris.

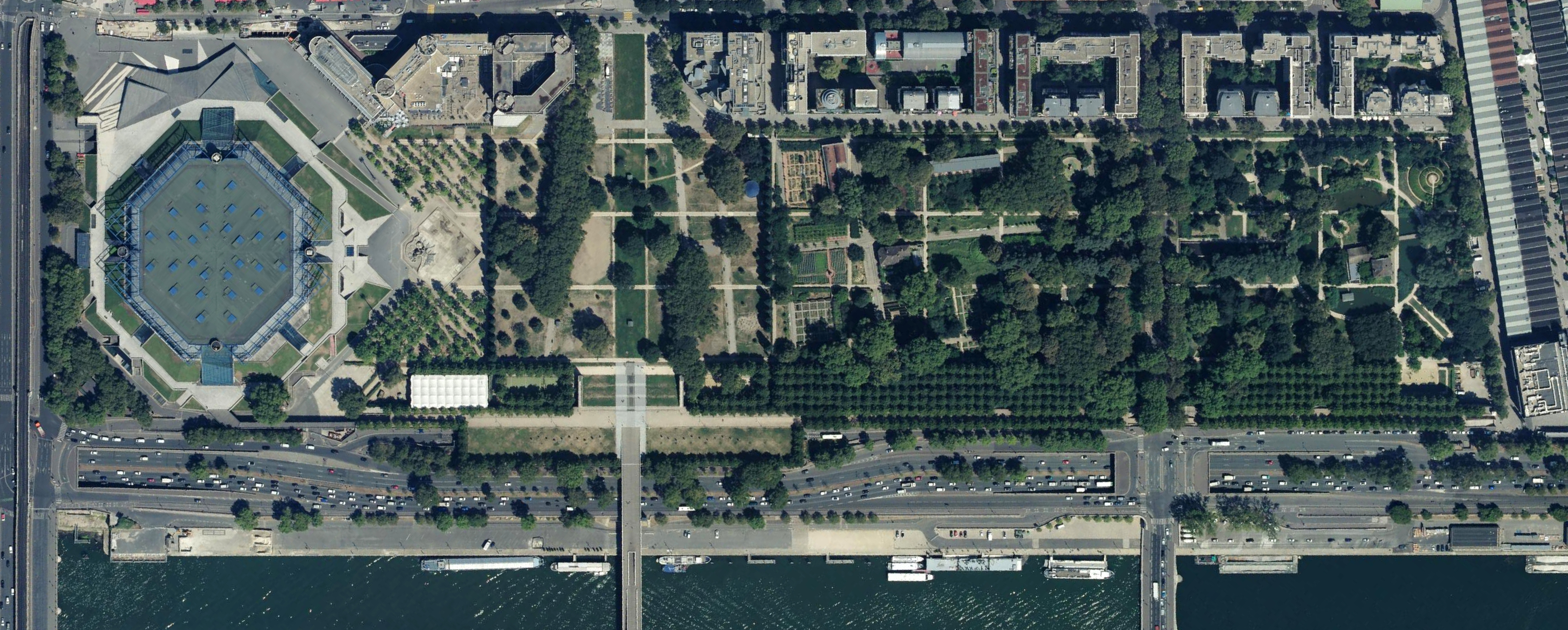
Parc de Bercy, Paris.

## Monuments
- Ruines du petit château de Bercy ou du Pâté-Pâris. Le bâtiment devient une caserne de cavalerie de 1814 à 1883. Détruit en 1883 pour l’agrandissement des entrepôts de vin, ses ruines sont intégrées dans les murs des établissements Fanton. Celles-ci sont dégagées et reconstituées lors de l’aménagement du parc[3].
- Vestiges du marché Saint-Germain (arcades, amphithéâtre de Flore, emmarchement des allées menant à la rue Joseph-Kessel)[3].

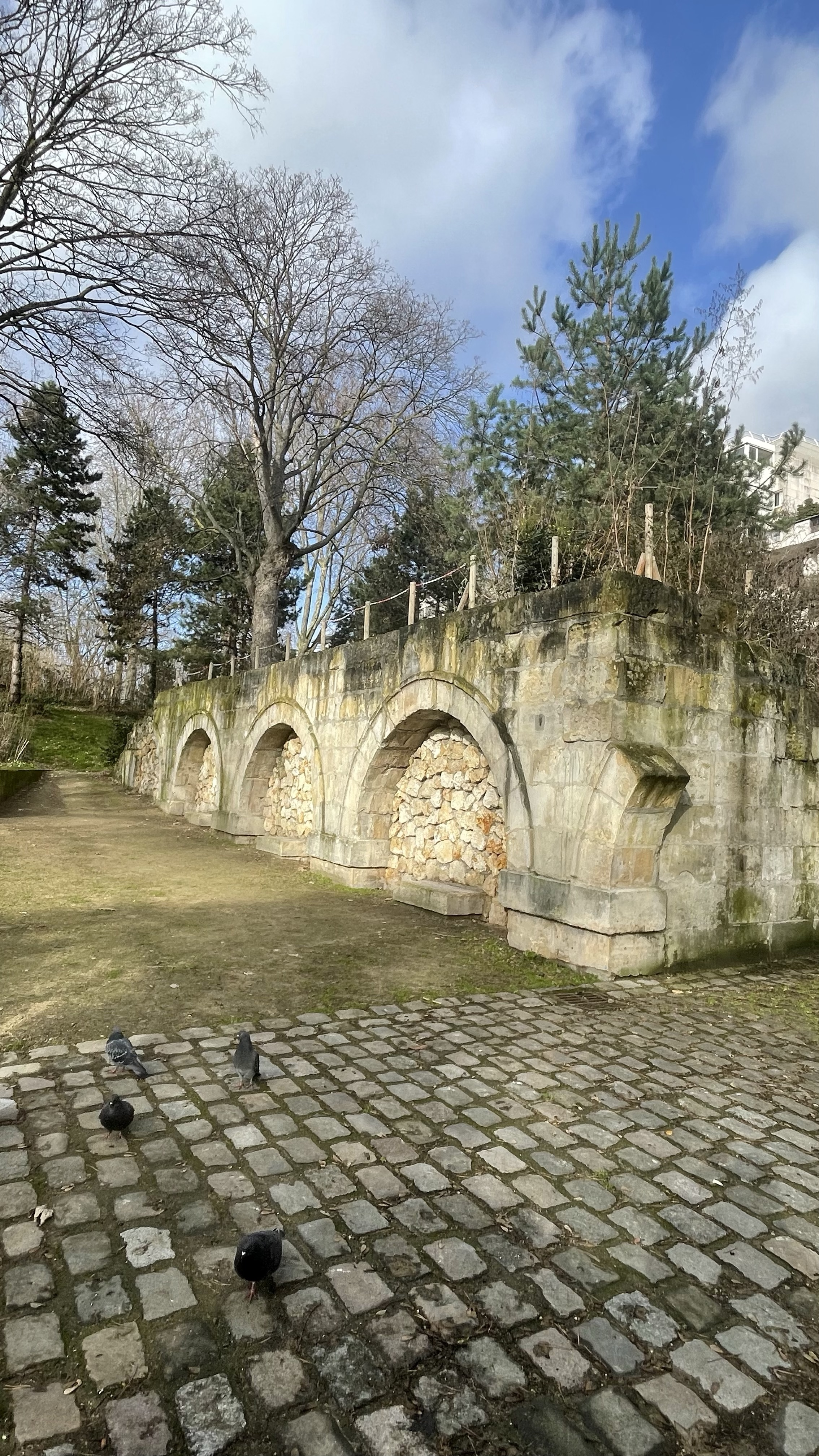
Arcades provenant du marché Saint-Germain.

## Histoire vinicole
Le parc est aménagé à l'emplacement des anciens entrepôts de vins de Bercy.
Dans la partie centrale, les « Parterres », sont ainsi encore visibles des rails, en mémoire du réseau intérieur des entrepôts relié à la gare de marchandises de Paris-Bercy qui assurait une part prépondérante de l'acheminement des vins, un chai (ancien lieu d'embouteillage des vins) et la maison des gardiens des entrepôts. Dans le « Jardin romantique » a subsisté la maison des percepteurs des taxes. En effet, cet emplacement pour le marché au vin avait été choisi pour être à la frontière de la barrière d'octroi instaurée au XVIIIe siècle.
Le jardin a conservé du site ancien la trame orthogonale des rues et certaines chaussées pavées qui servaient autrefois à l'acheminement des vins depuis les berges de la Seine (mais il en est coupé depuis les années 1970 par la circulation automobile sur les quais).
En souvenir du passé vinicole du lieu, des vignes en cépages chardonnay et sauvignon blanc ont été plantées.

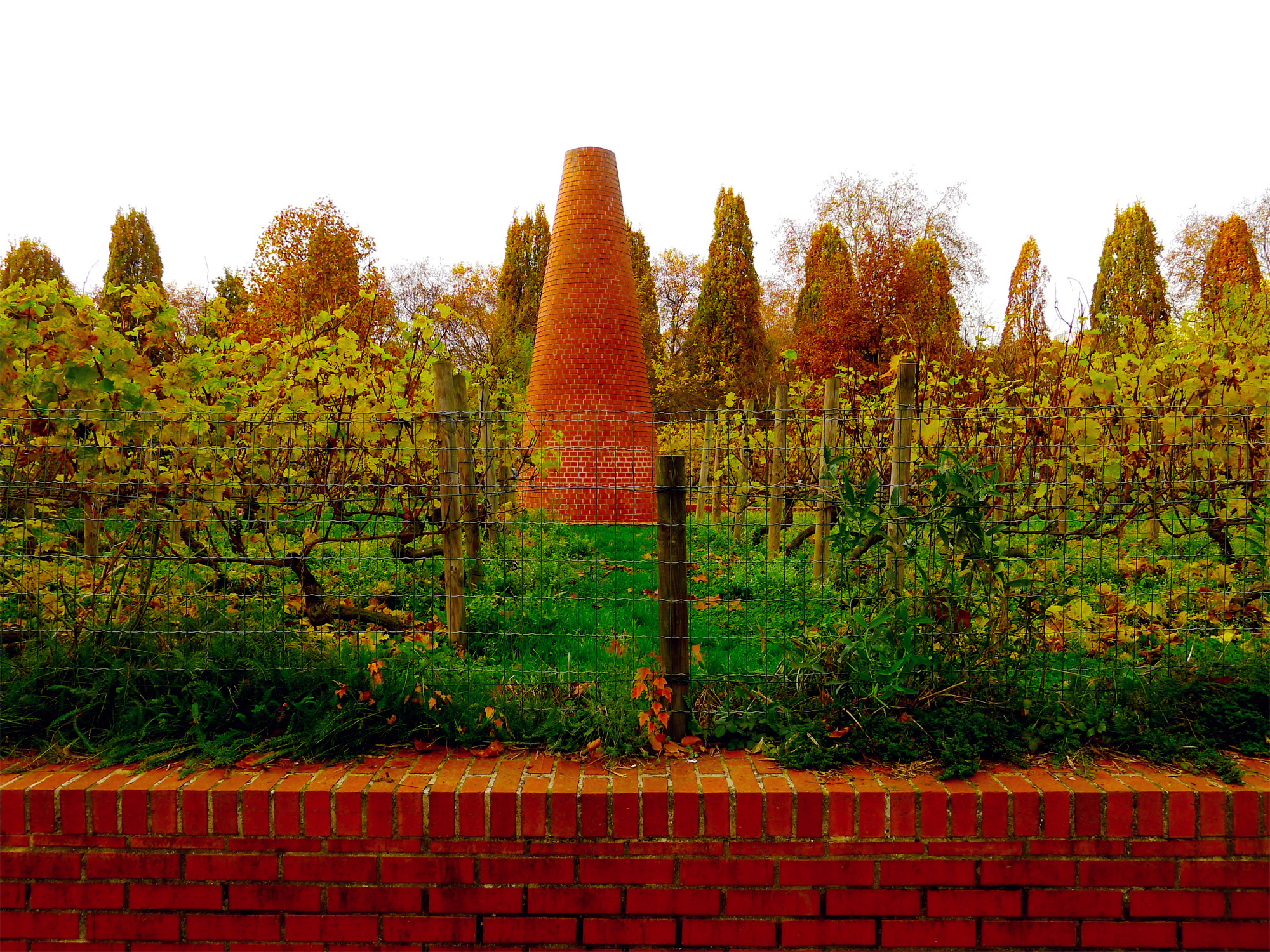
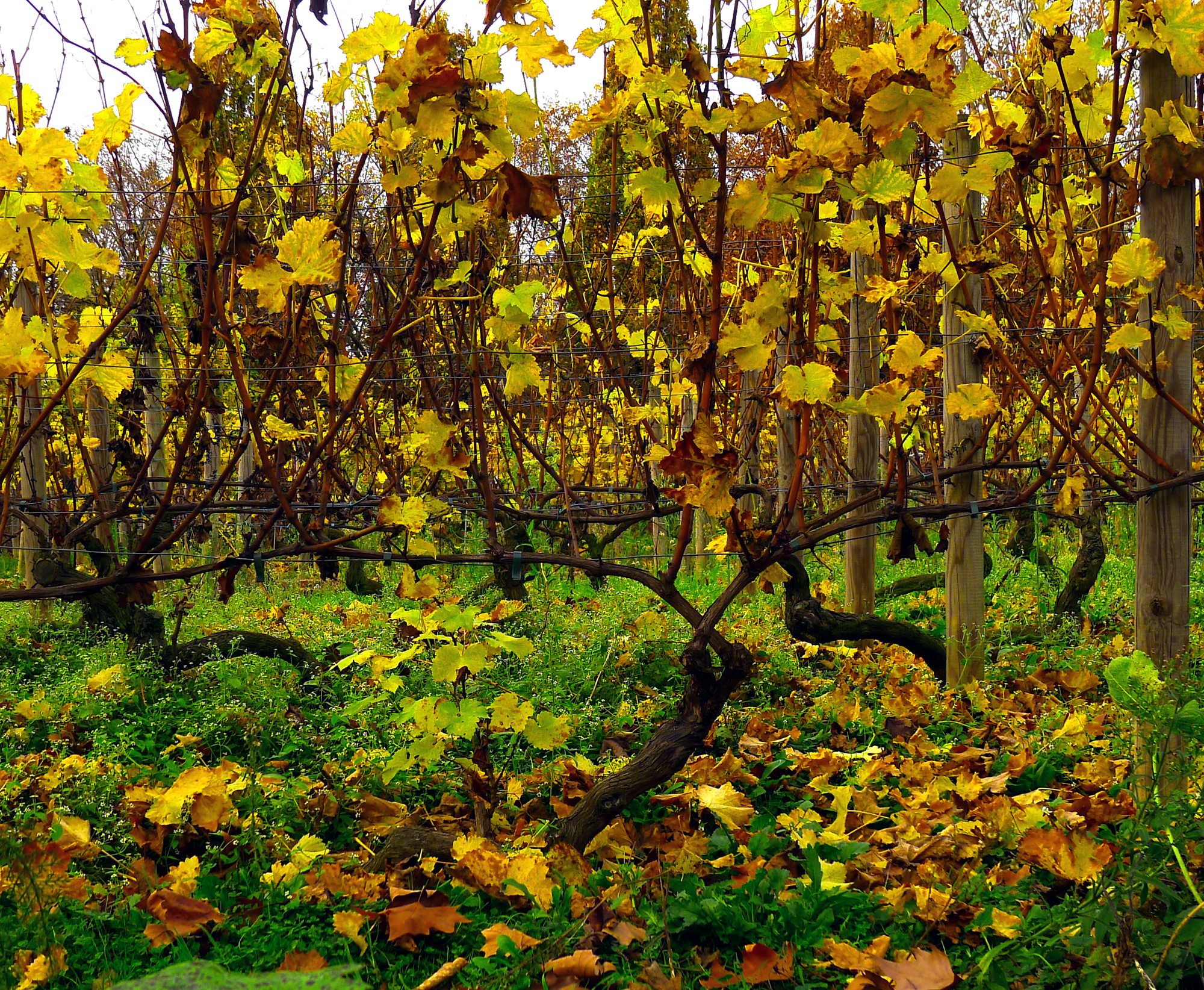

## Musée des Arts forains
Le musée des Arts forains est situé à l'extrémité est du parc. Il présente la reconstitution d'une fête foraine de 1850 à 1950 dans sa diversité et sa richesse décorative.

Jardin potager
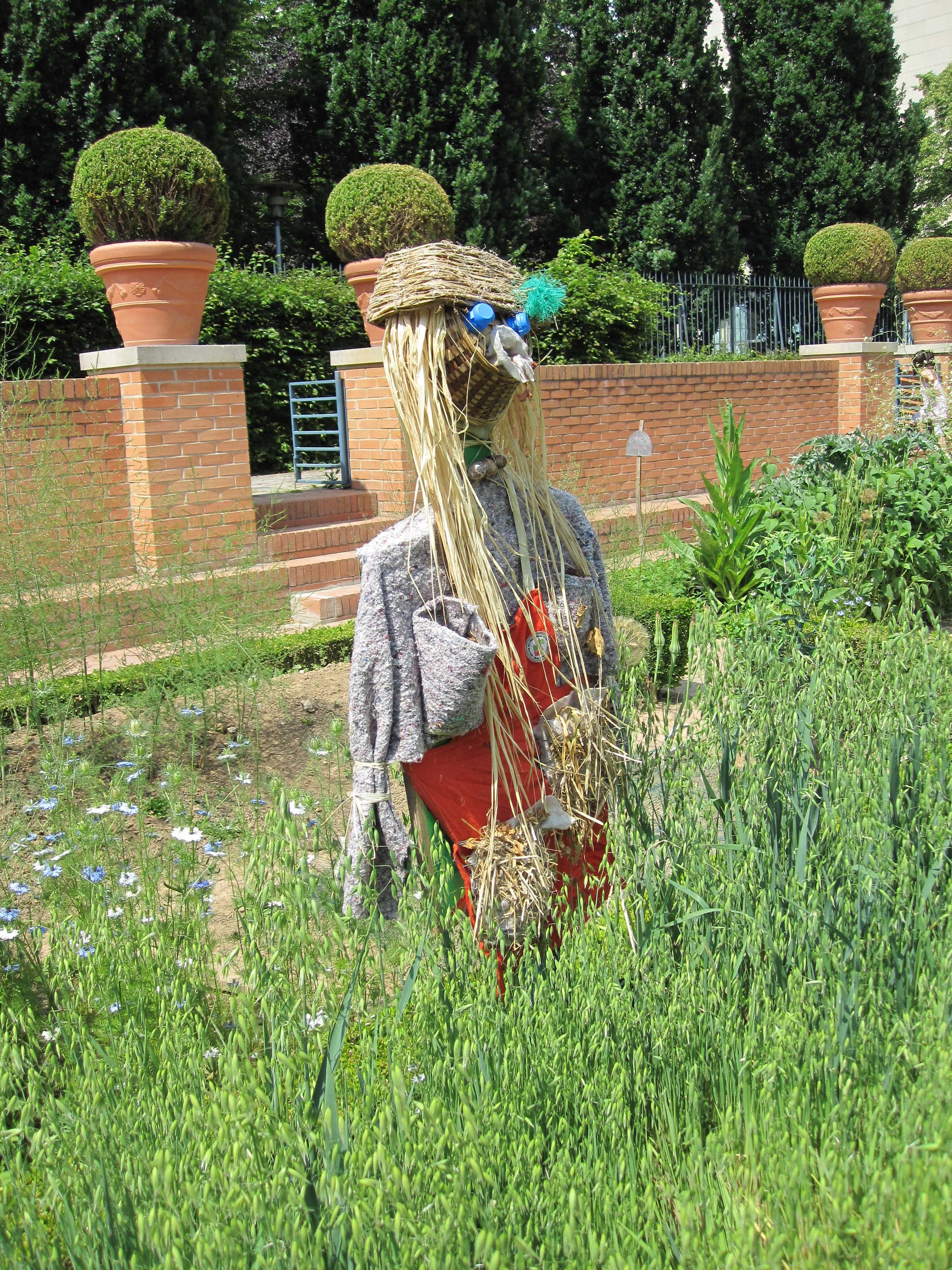
Jardin potager et épouvantail.
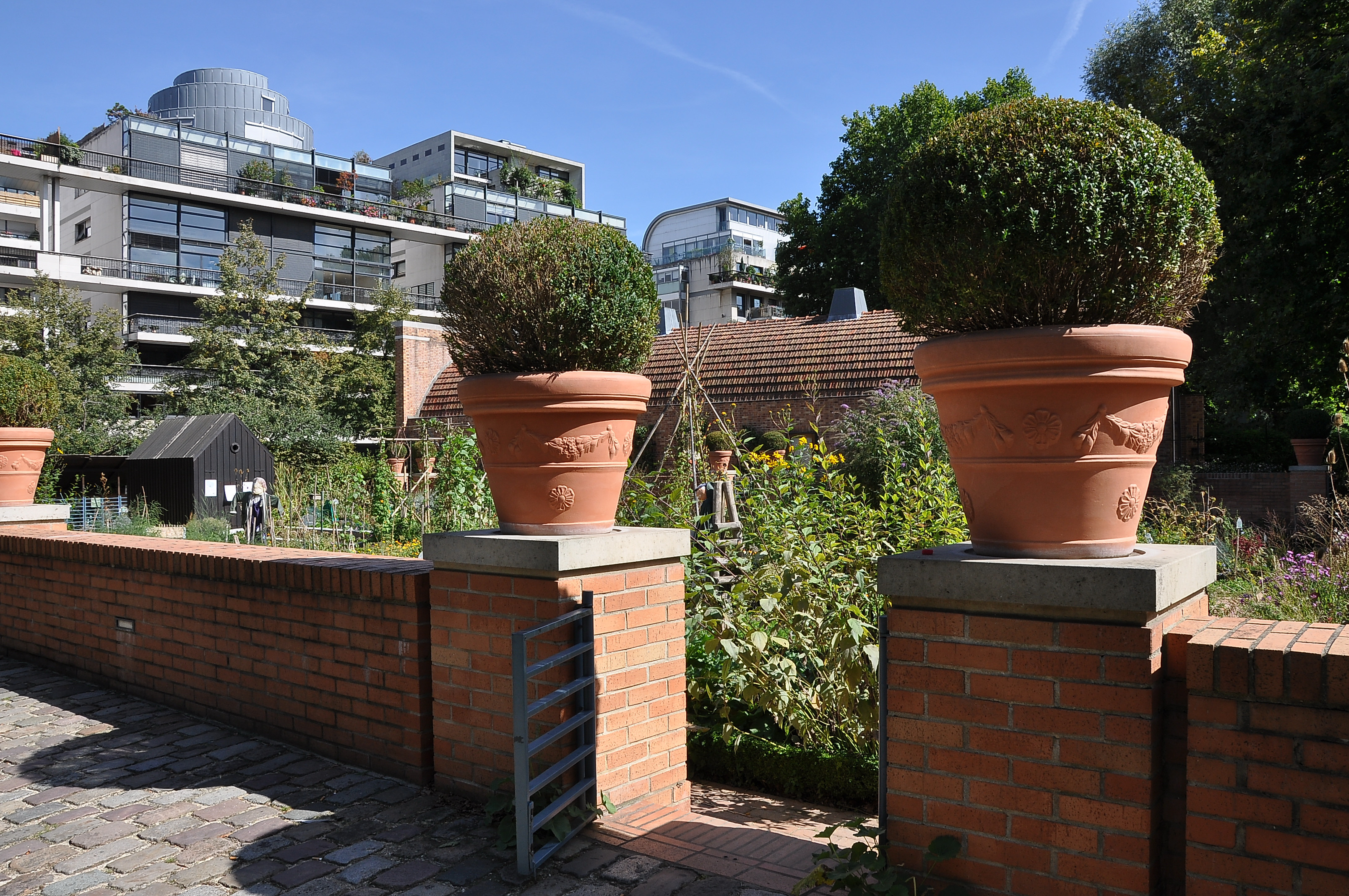
Potager.
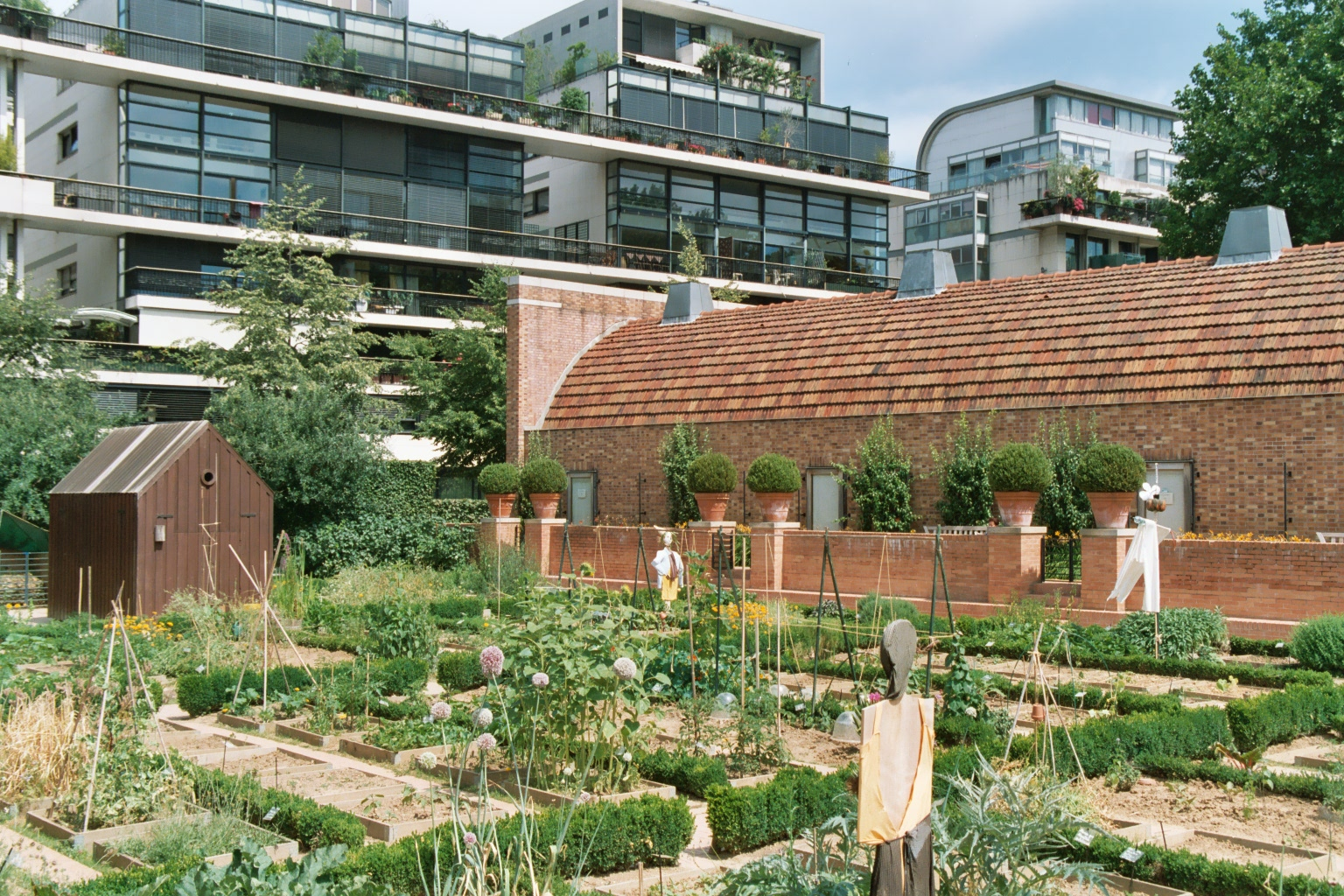
Jardin de Bercy.
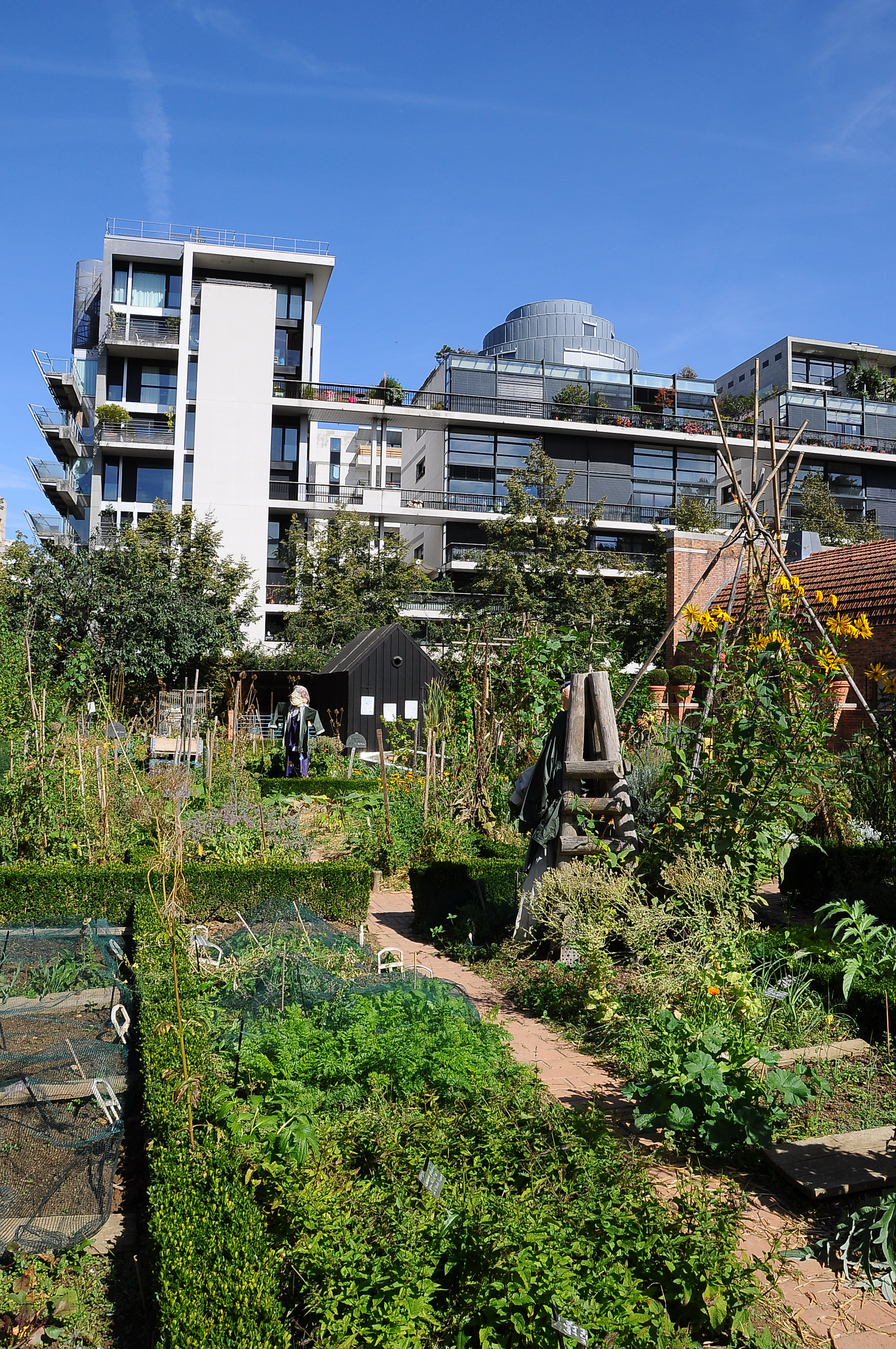
Potager.

Roseraie de Bercy
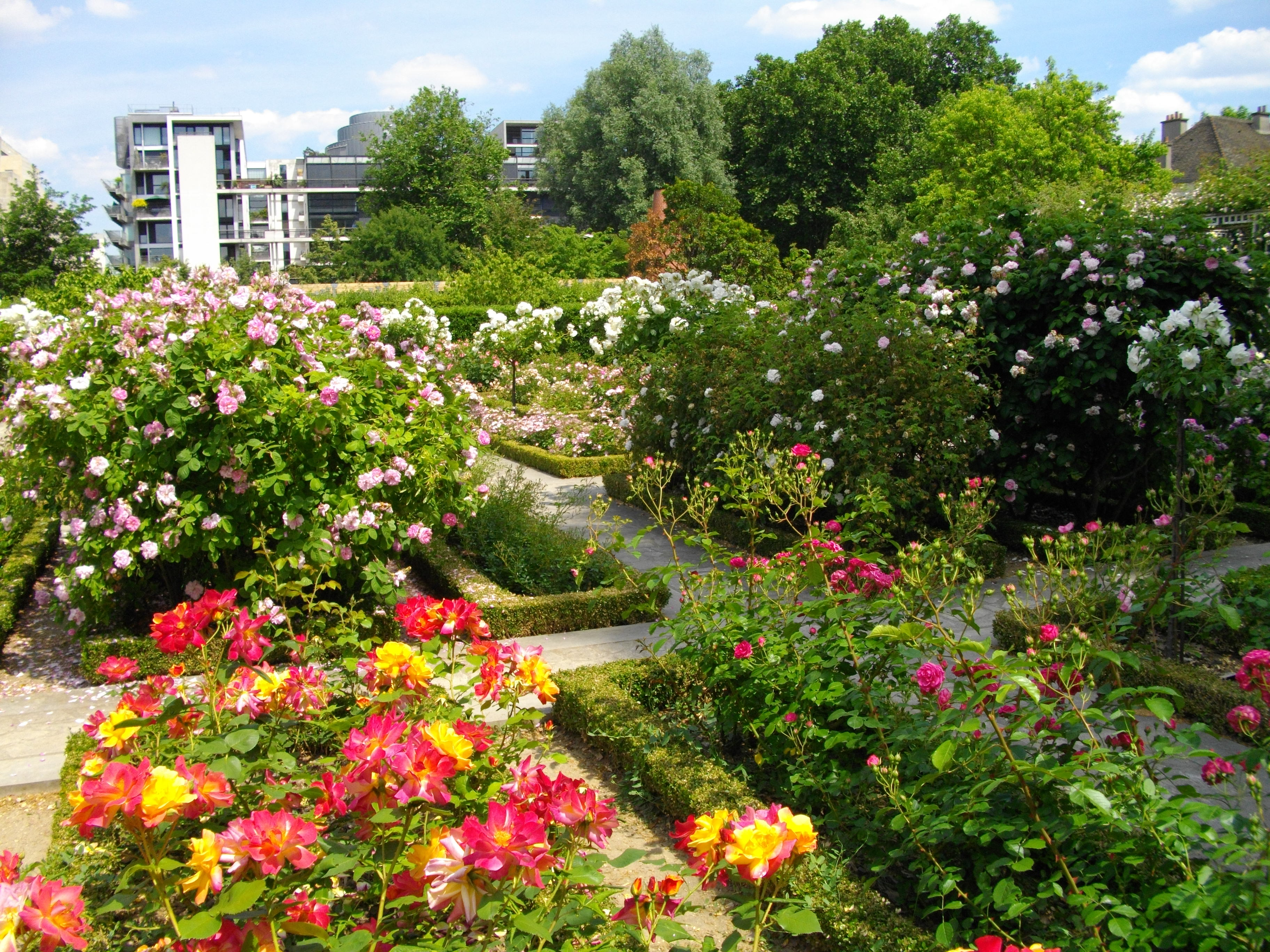
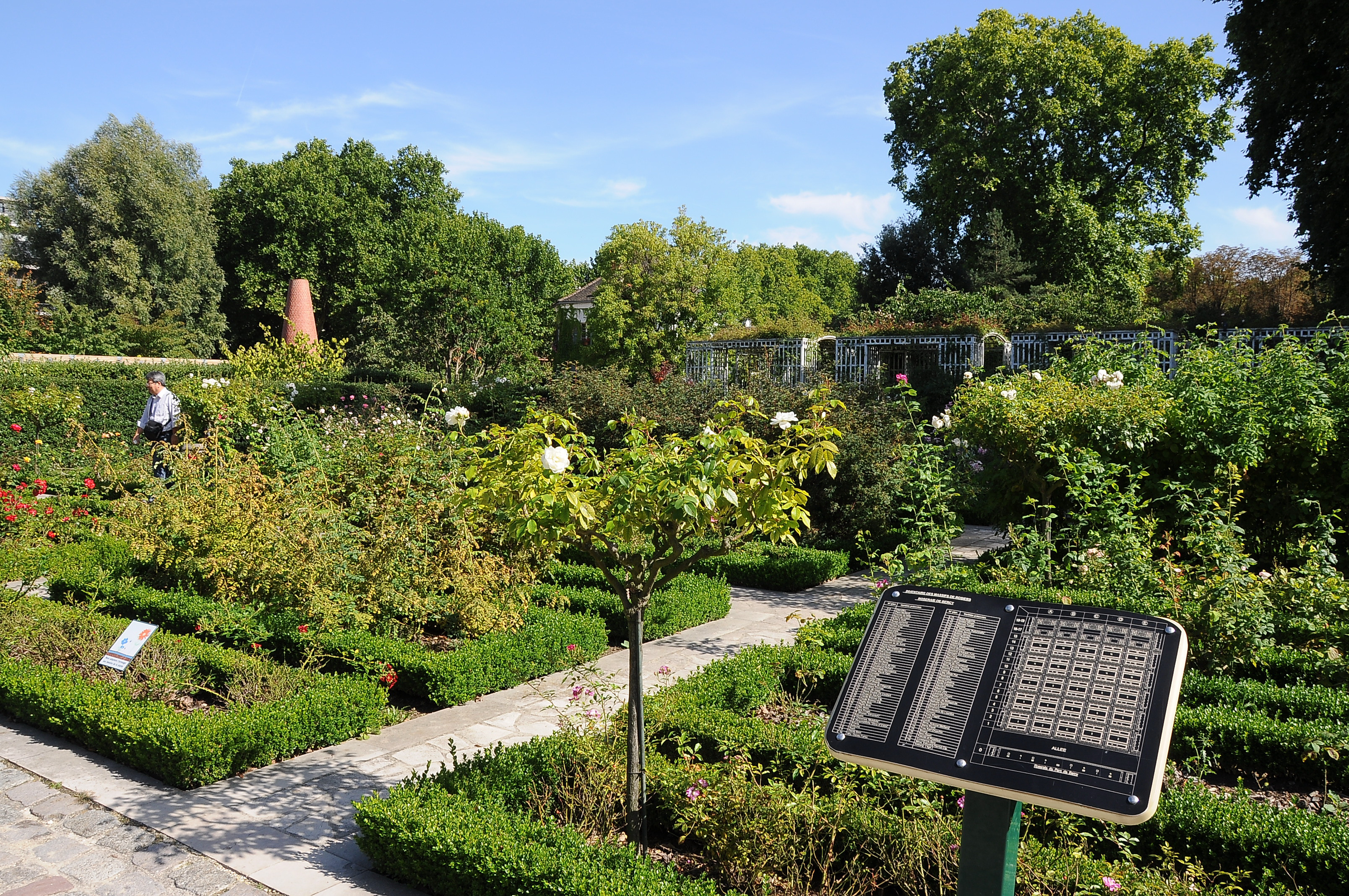
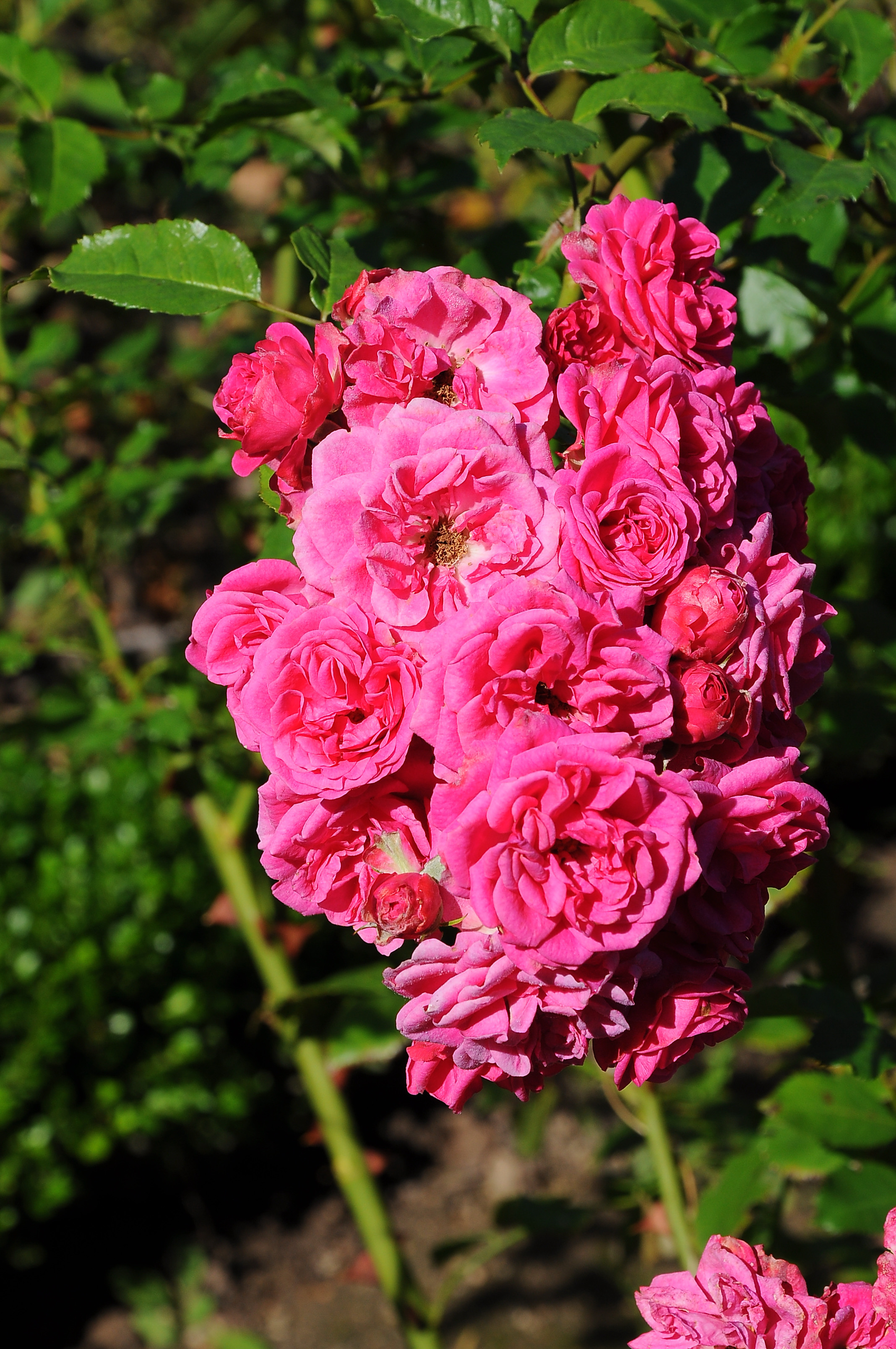
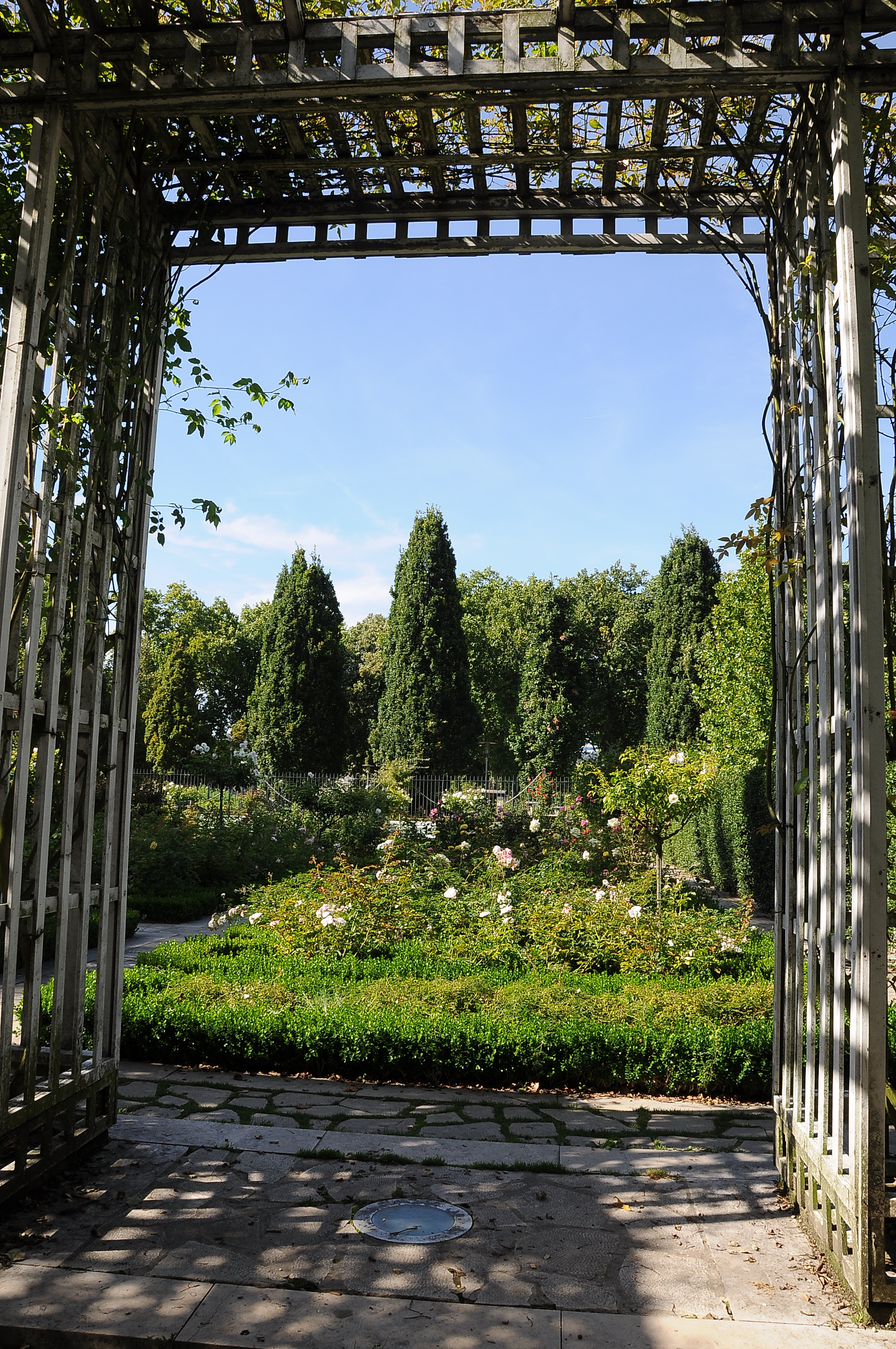
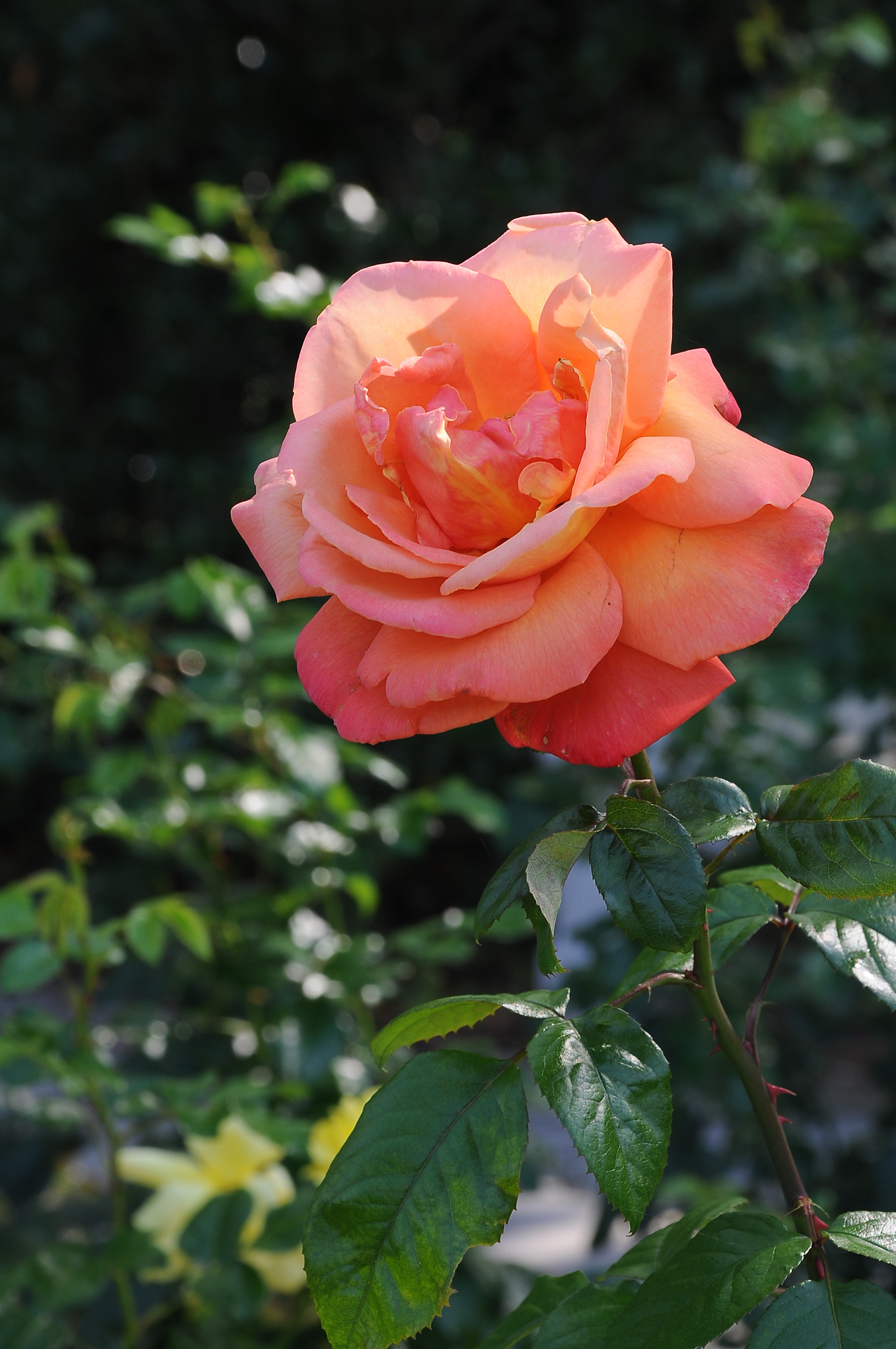
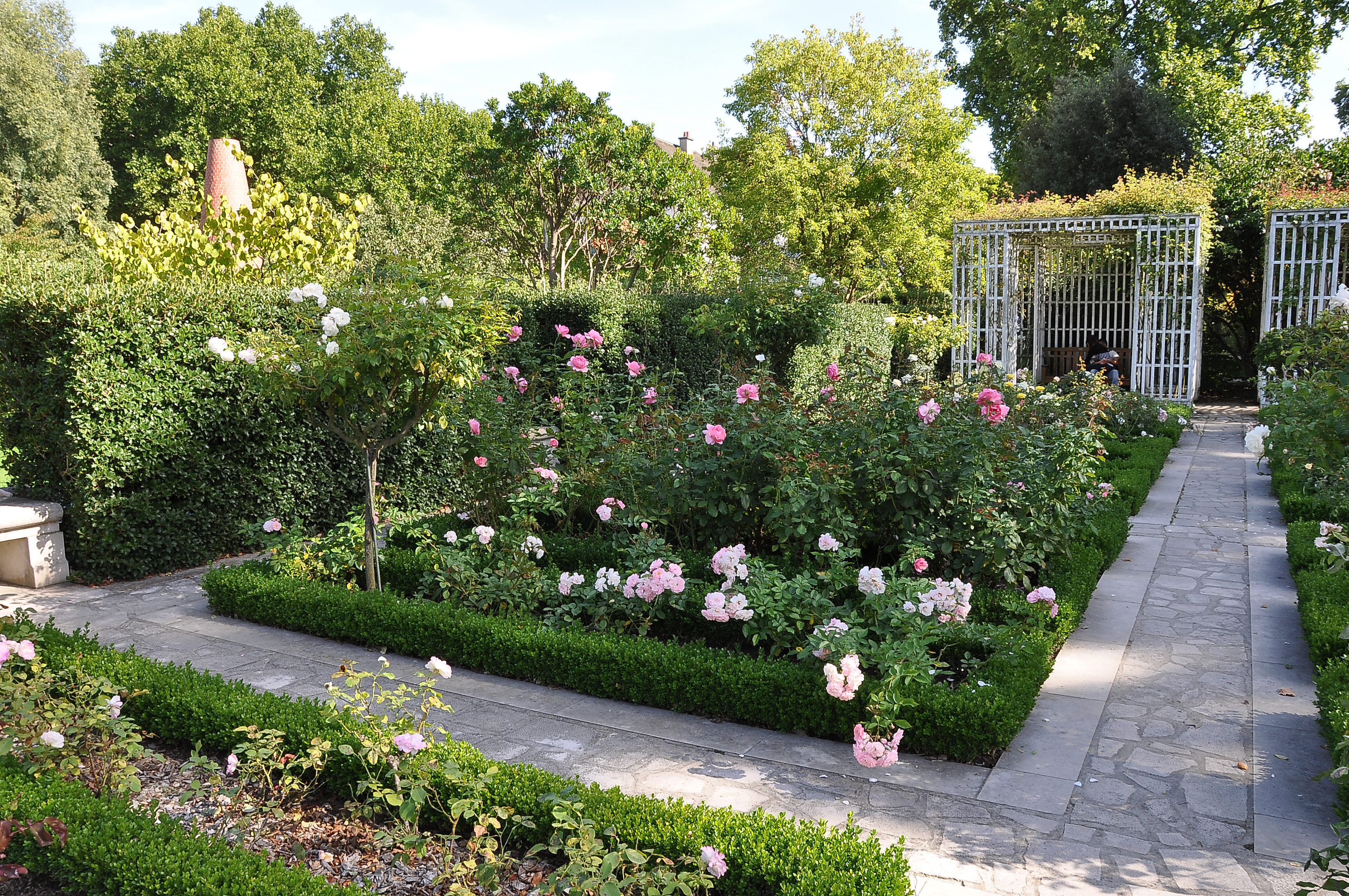